# Франтишек Олехнович
Франтишек Олехнович (біл. Францішак Аляхновіч; 9 березня 1883, Вільнюс — 3 березня 1944) — білоруський політичний діяч, драматург, журналіст. Один із лідерів білоруського націоналістичного антинімецького підпілля у часи Другої світової війни. Видавець гумористичного литвомовного часопису «Perkunas».
Жертва московсько-большевицького терору.

## Дитинство
Народився у Вільні (нині Вільнюс, Литва) в сім'ї збіднілого шляхтича. З дитинства виховувався в артистичному оточенні, батько працював скрипалем у театрі.
Систематичної освіти не отримав, проте періодично навчався у Віленеській гімназії та Віленській хіміко-технічній школі. У 1903 таємно виїжджає у Краків (Австро-Угорщина), де стає вільним слухачем на історично-філологічному факультеті Краківського університету.
У 1904 повертається у Російську імперію. Поступає у Варшавську театральну школу при музичному товаристві, яку закінчив у 1907. Згодом працював у варшавському театрі. 1908 переїжджає додому. Там влаштовується репортером у польськомовній газеті, видає гумористичний литвомовний часопис «Perkunas».

## Діяльність у білоруському відродженні. Переслідування
Активно долучився до білоруського національного руху.
12 лютого 1910 бере участь у Першому білоруському вечері у Вільно, під час разом з драматичним гуртком поставив виставу Марка Кропивницького «По ревізії», в якій також бере участь як актор.
Разом з Ігнатієм Буйніцкім, Алєсєм Бурбісом та Леопольдом Родзевічем заснував перший білоруський театр.
За антидержавні публікації у часописі «Perkunas» потрапляє під слідство за звинуваченням у закликах до повалення існуючої влади. Змушений виїхати до Кракова.
Працює актором у Кракові та польських театрах Галичини. Задля безпеки бере собі сценічний псевдонім «Юрій Монвід». У 1913, після оголошення амністії в Росії(з нагоди 300-річчя дому Романових) повертається до Вільна, де відразу посаджений до в'язниці.
У в'язниці написав свою першу білоруську п'єсу «На Антокалі».

## Після визволення з в'язниці
У 1915 у Вільно входять німецькі війська. У 1916 створено «Білоруський клуб», а при ньому — театральний гурток під керівництвом Олехновича. Ставляться п'єси «На вёсцы», «Бутрым Няміра», «Манька», «Базылішак», «Калісь», написані за 2 попередні роки. У 1918 пішки перебирається з Вільна до Мінська. Долучається до театру Володимира Голубка. Створив водевіль «Чорт і баба», драму «Страхі жыцьця», драматичну п'єсу зі співами і танцями «Дзядзька Якуб». Видає брошру «Тэатар на вёсцы».
Навесні 1919 повертається до Вільнюса разом з радянською владою. Видає газету «Беларускае жыцьцё». Пробує організувати театр. Восени 1919 знову повертається до Мінська. Польські війська стояли тим часом на річці Березині. Був директором і режисером театру, який фінансувався польською владою. Пише п'єсу «Цені». Дописує купальську «Паўлінку»--доробляє третій акт «Заручыны Паўлінкі». Разом з польськими військами у липні 1920 виїжджає у Вільно. У ці роки пише п'єси «Птушынае шчасьце», «Няскончаная драма». Пробує організувати білоруський театр. У 1921 Олехнович — один з засновників «Товариства білоруської школи».
У 1921–1923 редагує газету «Беларускі звон». У 1922 видає п'єсу «Шчасьлівы муж». У 1923 — комедію «Пан Міністар».
у 1924 — видає книгу «Беларускі тэатар». У 1926 — додає до ранньої драми «Манькагодзе» 2 акти і називає її «Дрыгвагодзе» (це його 17 п'єса).
У листопаді 1926 виїжджає у Мінськ на Академічну конференцію по реформі білоруського правопису. Вирішує залишитись в БРСР. Працює літературним керівником у щойно відкритому Білоруському державному тетрі(БДТ-2) у Вітебську.

## Радянські репресії
1 січня 1927 Франтішека Олехновича було заарештовано ДПУ БРСР за звинуваченням у співробітництві з польською розвідкою та приналежності до контрреволюційної антирадянської організації. Судова колегія ОДПУ СРСР засудила Олехновича до 10 років ув'язнення. Покарання відбував у Соловецькому таборі особливого призначеня («СЛОН»(рос.)).

## Визволення. Висилка до Польщі
Після 7 років ув'язнення, 6 вересня 1933, дякуючи родичам, його обміняли на відомого західнобілоруського комуніста Броніслава Тарашкевича. Після повернення у Вільнюс написав спогади про перебування в радянських концтаборах «В лапах ДПУ»(«У кіпцюрох ГПУ»). Твір було вперше надруковано у вільнюській газеті «Słowo». Український переклад надрукувала газета «Діло», редакція якої згодом видала спогади окремою книгою під назвою «7 літ на Соловках». Російський переклад було надруковано у паризькій газеті «Возрождение». У 1935 у Вільнюсі спогади вийшли окремою книгою польською мовою під назвою «Siedem lat w szponach G.P.U.». У 1937 у Варшаві вийшов ще один польський варіант книги під назвою «Prawda o Sowietach». Твір було перекладено на італійську («La verita sulla Russia Bolscevica») та португальську («Sete annos nas garras sovieticas») мови. За декілька років твір вийшов багатьма мовами по всьому світу. Проте лише наприкінці 1937 автор своїм коштом видав книгу білоруською мовою.

## У часиДругої світової війни
Після 17 вересня 1939 переховувався від московських окупантів у Вільні, з 1940 — на Віленщині.
Під час німецької присутності був редактором газети «Biełaruski hołas». Входив до складу керівництва Білоруської незалежницької партії, був начальником Віленського окружного комітету БНП. Член Білоруського комітету.
1942 у Мінську відбулась прем'єра п'єси «На Антокалі». 1943 — у часописі «Новы шлях» друкується комедія «Круці не круці — трэба памярці» У 1944 друкуються його спогади.
В той же час був «правою рукою» Вінсента Годлевського — керівника білоруського націоналістичного антинімецького підпілля.
3 березня 1944 о 8 годині вечора був застрелений на своїй квартирі у Вільнюсі невідомим, з якими незадовго до загибелі розмовляв. Дружина бачила чоловіка, який втікав з квартири. Олехнович з простреленою головою промовляв «Звані, звані…».
Вірогідними убивцями могли бути як і бійці Армії Крайової, так і радянські диверсанти.
Урочисто похований на кальвіністському кладовищі у Вільнюсі. Могила була знищена московитами під час чергової окупації.
Автор 20 п'єс. Його твори були заборонені до друку у часи московсько-большевицької окупації Біларусі, їх змогли надрукувати та поставити лише після відновлення Білоруссю незалежності 1991.